# Deense Successieoorlogen
De Deense Successieoorlogen waren de strijd van Christiaan II tegen Frederik I en de latere opvolgingsstrijd tussen graaf Christoffel van Oldenburg, Christiaan van Holstein en Frederik II van de Palts.

## Aanloop
Christiaan II was in 1513 zijn vader opgevolgd als koning van Denemarken en Noorwegen. In 1515 trouwde hij met Isabella van Habsburg, een kleindochter van keizer Maximiliaan I en zuster van de latere keizer Karel V. Christiaan had echter al vanaf 1507 of 1509 een relatie met Dyveke Sigbritsdochter. Hoewel Maximiliaan eiste dat Duveke het hof zou verlaten, weigerde de koning dit. Toen Duveke in 1517 overleed - vermoedelijk door vergiftiging - kreeg haar moeder Sigbrit steeds meer macht aan het hof. Sigbrit had een grote invloed op staatszaken en werd aangesproken met de eerbiedige naam 'moeder Sigbrit'.
Niet alleen de band met het huis Habsburg, maar ook de bruidsschat van 250.000 goudgulden, maakte het huwelijk met Isabella voordelig voor Christiaan. Hiermee financierde hij de verovering van Zweden, waar hij zich in 1520 tot koning liet kronen. Onder invloed van Sigbrit was hij ertoe over gegaan de macht van de adel en geestelijkheid te breken, waartoe hij aansluiting zocht bij de burgers, die hij meer rechten gaf.
Om zeker te zijn dat Zweden in zijn macht bleef, liet hij na de kroning alle 82 aanwezige hoge edelen oppakken en onthoofden, het zogenaamde Stockholms bloedbad. Dit werkte echter averechts, want hierop volgde de Zweedse Onafhankelijkheidsoorlog.
In 1521 ging Christiaan naar de Nederlanden om het resterende deel van zijn bruidsschat op te halen en om steun te verwerven tegen Zweden en zijn oom Frederik, die hertog van Sleeswijk en Holstein was, de gebieden ten zuiden van Denemarken. Vanuit Antwerpen reisde hij met admiraal Adolf van Bourgondië naar Brussel, waar hij Karel V ontmoette. Deze vaardigde een keizerlijk bevelschrift uit, waarin bepaald werd dat Frederik leenhulde was verschuldigd aan Christiaan. Ook kon hij hierdoor aanspraak maken op een aantal rechten ten opzichte van Lübeck. Op basis daarvan nam hij bij terugkeer in Denemarken enkele schepen van Hanzesteden in beslag, waar hij mee doorging nadat de keizer het bevelschrift had ingetrokken.

## Afzetting
Lübeck en de Wendische steden sloten zich aan bij de Zweden, net als Frederik van Holstein. Ondanks de steun van de burgers en boeren vluchtte hij op 13 april 1523 naar Adolf van Bourgondië in Veere. Deze ontving hem op 1 mei, als dank waarvoor Veere onder meer vrijstelling van de Sonttol werd toegezegd door de koning zonder land. Gustaaf I van Zweden werd tot koning van Zweden gekroond en Frederik tot koning van Denemarken.
Lübeck had het jaar daarvoor de Sont, de Grote Belt en de Kleine Belt gesloten voor scheepvaart uit de Nederlanden. In 1524 werd echter onder druk van geruchten van een naderende Hollandse vloot een handelsverdrag afgesloten. De landvoogdes van de Habsburgse Nederlanden, Margaretha van Oostenrijk, weigerde Christiaan te helpen, omdat ze besefte dat dit het handelsverdrag en daarmee de graanaanvoer in gevaar kon brengen. Karel V had het ondertussen te druk met de oorlog tegen de Fransen. Ook van andere Europese vorsten kreeg hij ondanks zijn verzoeken geen steun.
Van Adolf Herdinck, de rentmeester van Zeeland Bewestenschelde, kreeg Christiaan echter krediet om een galjoen aan te schaffen, dat daarna met behulp van de admiraal werd uitgerust. Holland zag hierin een bedreiging voor de handel en verzocht Margaretha het schip tegen te houden, die daartoe ook opdracht gaf. De rentmeester negeerde dit echter, waarna het schip met een kaperbrief van Christiaan naar het Vlie voer. Pogingen het schip te overmeesteren, mislukten en Christiaan werd gevraagd het terug te roepen, maar hij beweerde hen echter geen commissie te hebben gegeven. Margaretha stelde Lübeck op de hoogte en verklaarde de bemanning tot zeerovers.
Na enige successen kon met de opbrengst van de buit in Schotland een aantal schepen gekocht worden. Het plan was om met Schotse hulptroepen Noorwegen binnen te vallen, terwijl Severyn Norby vanuit Gotland op zou trekken. Frederik had echter een lening verkregen van Lübeck, waarmee hij een leger kon vormen en na een negen weken durende belegering in Landskrona was Severyn besprekingen begonnen met Frederik. Lübeck kreeg als beloning Bornholm als onderpand en vele privileges.
Christiaan had zijn vicekanselier Cornelius Scepperus naar Karel V in Spanje gestuurd, waar deze, ondanks tegenstand van het hof, van deze gedaan kreeg dat hij een opdracht meekreeg voor de landvoogdes om de koning alle medewerking te geven. Margaretha legde dit echter naast zich neer. De kaapvaart verliep ondertussen minder goed dan verwacht en de schepen voeren naar Goedereede. Adolf van Bourgondië beweerde tegenover Margaretha niet over de middelen te beschikken om hen tegen te houden en na proviandering voer men weer uit. Op 7 oktober 1525 werden ze echter door Hamburgse schepen bij Greetsiel overmeesterd en de bemanning als zeerovers ter dood veroordeeld. Na deze tegenslag zag Christiaan voorlopig af van verdere pogingen om zijn gezag in Denemarken te herstellen.

## Tweede poging
In Denemarken groeide de populariteit ondertussen tijdens zijn afwezigheid. Nadat Margaretha van Oostenrijk in 1530 overleden was, keerde Karel V terug naar de Nederlanden en Christiaan vroeg hem om een vloot om de troepen die hij in Oost-Friesland had geworven te vervoeren. Dit zou bekostigd moeten worden met het nog resterende deel van de bruidsschat. Aanvankelijk wilde de keizer niet toegeven, maar vanwege de door zijn troepen aangerichte plunderingen, de kans dat de koning bij herovering van Denemarken de Sont zou afsluiten, of dat hij aansluiting zou zoeken bij Karel van Gelre, deden hem besluiten mee te werken. Vanuit Medemblik vertrok Christiaan met twaalf schepen en zevenduizend man naar Noorwegen. Hij kwam echter in augustus 1532 door verraad in handen van Frederik, die hem opsloot, eerst in Slot Sønderborg en vanaf 1549 tot zijn dood in Slot Kalundborg.
Lübeck zag zijn steun bij de gevangenneming van Christiaan echter niet beloond door Frederik en begon met een grote oorlogsvloot Hollandse schepen te kapen. Hierbij werd de levering van schepen aan Christiaan alsnog als casus belli gebruikt. In een poging Holland te isoleren, werden schepen uit de andere Nederlandse gewesten ongemoeid gelaten. In maart 1533 werd de reformatie ingevoerd en Jürgen Wullenwever aangesteld als burgemeester. Lübeck begon voorbereidingen te treffen voor een landing in Holland, zelfs toen zij na de dood van Frederik niet meer zeker waren van Deense steun. Holland besloot een grote vloot uit te rusten die in 1533 enige vanuit Helsingør de Sont beheerste. In oktober 1533 sloot Maria van Hongarije een vredesverdrag met de Deense Rijksraad die de opvolger van Frederik moest kiezen. Toen Denemarken ook nog toenadering zocht tot Zweden en Sleeswijk-Holstein, raakte Lübeck geïsoleerd en sloot het in maart 1534 een bestand met Holland en leek de vrije Sontvaart gegarandeerd.

## Gravenvete
Nadat Frederik echter overleden was, koos de Deense Rijksraad diens zoon Christiaan van Holstein. Christoffel van Oldenburg, een neef van Christiaan II, maakte echter ook aanspraak op de Deense troon. Hij kreeg daarbij steun van Lübeck, dat hiermee de verloren invloed in Denemarken terug wilde winnen. Daarna zouden zij de Sont en de Oostzee kunnen controleren. Christoffel wist in de daaropvolgende Grevens Fejde Kopenhagen te veroveren. Skipper Clement, een kaperkapitein die Christiaan II steunde, voer naar Jutland. Onder zijn leiding kwamen de boeren van Noord Jutland in opstand tegen de edelen. Hij verdreef de edelen uit noordelijk Jutland, en verwoestte hun kastelen en landerijen. Aalborg werd het centrum van de opstand.
Ook keizer Karel V probeerde zijn invloed in Scandinavië terug te krijgen en met zijn broer Ferdinand zette hij in 1535 het huwelijk op van Frederik II van de Palts met de dochter van hun zus Isabella van Habsburg en Christiaan II, Dorothea van Denemarken.
Lübeck raakte geïsoleerd en de opstand in Jutland werd neergeslagen. Na een maandenlang beleg werd Kopenhagen in 1536 veroverd en Christiaan III tot koning gekroond in 1537.

## Nasleep
In Noorwegen weigerde de aartsbisschop van Trondheim, Olaf Engelbrechtson, de protestantse Christiaan III te erkennen. In naam van Frederik van de Palts oefende hij het gezag uit over Noorwegen. Hij hoopte op steun van de keizer en zond zijn neef Christoffel van Trondsson naar Maria van Hongarije. Hierop werd een vloot uitgerust, maar deze kon niet veel meer uitrichten dan de aartsbisschop overbrengen naar de Nederlanden. Christoffel deed hierna nog enige tijd aan kaapvaart, maar nadat Olaf in 1538 overleden was, verdween ook de steun voor Christoffel.
Karel V weigerde echter nog steeds om Christiaan III te erkennen, zodat de wapenstilstand van 1537 niet verlengd werd in 1541 en Christiaan zich aansloot bij Frans I van Frankrijk in diens oorlog tegen Karel V. Ook de opvolger van Karel van Gelre, Willem V van Kleef, voegde zich bij hen en zijn veldheer Maarten van Rossum drong gefinancierd door Frans I diep Brabant in. In een geheime overeenkomst besloot men dat Frans I Vlaanderen en Henegouwen zou verwerven, Christiaan III Holland, Zeeland en Friesland en Willem van Kleef Brabant.
De Sont werd in 1542 en 1543 afgesloten door de Denen, wat het moeilijk maakte om de aanvallen van de Fransen en Geldersen te weerstaan, terwijl er een Deense vloot voor de Hollandse kust lag. Onder druk hiervan sloot Karel in 1544 de Vrede van Spiers, waarbij hij Christiaan III erkende en de Nederlanden de Sont weer mochten passeren.